# 蘇霍盧日扎
46°12′53″N 30°16′19″E / 46.21472°N 30.27194°E
蘇霍盧日扎（烏克蘭語：Сухолужжя）是位於烏克蘭西南部的村莊，由敖德萨州裡比爾霍羅德-德涅斯特羅夫斯基區的莫洛哈市鎮負責管轄。該村始建於1824年，面積1.4平方公里，2001年人口1,127，人口密度每平方公里805人。